# Devonte' Graham
Devonte’ Terrell Graham (Raleigh, Carolina del Norte, 22 de febrero de 1995) es un baloncestista estadounidense que pertenece a la plantilla del Estrella Roja de la ABA Liga. Con 1,85 metros de estatura, juega en la posición de base.

## Trayectoria deportiva

### Primeros años
Su etapa de instituto la pasó en el Needham B. Broughton High School de su localidad natal, Raleigh, llevando al equipo a la final estatal en 2013, promediando 15,7 puntos y 5,4 asistencias por partido. Al año siguiente fue transferido a la Brewster Academy, en Wolfeboro, New Hampshire donde nuevamente llefvó a su equipo a una final estatal, promediando 17,2 puntos y 5 asistencias por encuentro.

### Universidad
Jugó cuatro temporadas con los Jayhawks de la Universidad de Kansas, en las que promedió 12,3 puntos, 4,5 asistencias, 3,1 rebotes y 1,2 robos de balón por partido. con 1474, fue el jugador de toda la división I de la NCAA que más minutos disputó en su última temporada, una media de 37,8 por partido, siendo elegido esa temporada Jugador del Año de la Big 12.
Fue incluido en 2016 en el mejor quinteto defensivo de la Big 12 Conference, al año siguiente en el segundo mejor quinteto absoluto y ya en 2018 en el mejor quinteto de la conferencia. Asimismo, fue incluido en el All-American consensuado.

#### Estadísticas
| Año     | Equipo | PJ  | PT  | MPP  | %TC  | %3P  | %TL  | RPP | APP | ROB | TPP | PPP  |
| ------- | ------ | --- | --- | ---- | ---- | ---- | ---- | --- | --- | --- | --- | ---- |
| 2014–15 | Kansas | 29  | 0   | 17.8 | .393 | .425 | .724 | 1.5 | 2.1 | .9  | .0  | 5.7  |
| 2015–16 | Kansas | 38  | 36  | 32.6 | .460 | .441 | .744 | 3.3 | 3.7 | 1.4 | .1  | 11.3 |
| 2016–17 | Kansas | 36  | 36  | 35.3 | .428 | .388 | .793 | 3.1 | 4.1 | 1.5 | .2  | 13.4 |
| 2017–18 | Kansas | 39  | 39  | 37.8 | .400 | .406 | .827 | 4.0 | 7.2 | 1.6 | .1  | 17.3 |
| Total   | Total  | 142 | 111 | 31.7 | .422 | .437 | .787 | 3.1 | 4.5 | 1.4 | .1  | 12.3 |

### Profesional
Fue elegido en la trigésimo cuarta posición del Draft de la NBA de 2018 por Atlanta Hawks, pero fue traspasado a los Charlotte Hornets a cambio de dos futuras segundas rondas del draft.
Tras dos años en Charlotte, el 2 de agosto de 2021, llega a New Orleans Pelicans en un sign & trade, firmando por $47 millones y 4 años.
El 15 de diciembre de 2021 ante Oklahoma City Thunder, anotó la canasta ganadora sobre la bocina más lejana de la historia, desde 21 metros (61 pies) de distancia.
El 9 de febrero de 2023 es traspasado a San Antonio Spurs, a cambio de Josh Richardson. En su debut con el equipo al día siguiente consiguió 31 puntos, la mayor cantidad de puntos anotados en un debut en la historia de los Spurs.
El 6 de julio de 2024 es traspasado a Charlotte Hornets, pero es cortado ese mismo día. El 30 de julio firma por Portland Trail Blazers, pero es cortado el 17 de octubre sin debutar en encuentro oficial.
El 13 de diciembre de 2024 firmó con los South Bay Lakers de la G League. El 11 de febrero de 2025 fue traspasado a los Rip City Remix junto con Vincent Valerio-Bodon y una futura selección de segunda ronda a cambio de Stanley Johnson.
El 1 de agosto de 2025 firmó con el Estrella Roja de la Liga de Baloncesto de Serbia (KLS), la Liga ABA y la Euroliga.

## Estadísticas de su carrera en la NBA

### Temporada regular
| Año     | Equipo      | PJ  | PT  | MPP  | %TC  | %3P  | %TL  | RPP | APP | ROB | TPP | PPP  |
| ------- | ----------- | --- | --- | ---- | ---- | ---- | ---- | --- | --- | --- | --- | ---- |
| 2018-19 | Charlotte   | 46  | 3   | 14.7 | .343 | .281 | .761 | 1.4 | 2.6 | .5  | .0  | 4.7  |
| 2019-20 | Charlotte   | 63  | 53  | 35.1 | .382 | .373 | .820 | 3.4 | 7.5 | 1.0 | .2  | 18.2 |
| 2020-21 | Charlotte   | 55  | 44  | 30.2 | .377 | .375 | .842 | 2.7 | 5.4 | .9  | .1  | 14.8 |
| 2021-22 | New Orleans | 76  | 63  | 28.4 | .363 | .341 | .843 | 2.3 | 4.2 | .9  | .2  | 11.9 |
| 2022-23 | New Orleans | 53  | 0   | 15.3 | .368 | .347 | .746 | 1.4 | 2.2 | .6  | .2  | 5.3  |
| 2022-23 | San Antonio | 20  | 8   | 26.4 | .380 | .358 | .750 | 2.5 | 4.0 | .8  | .3  | 13.0 |
| 2023-24 | San Antonio | 23  | 0   | 13.6 | .352 | .301 | .813 | 1.6 | 2.1 | .4  | .1  | 5.0  |
| Total   | Total       | 336 | 171 | 24.9 | .371 | .354 | .812 | 2.3 | 4.3 | .8  | .2  | 11.1 |

### Playoffs
| Año   | Equipo      | PJ | PT | MPP  | %TC  | %3P  | %TL  | RPP | APP | ROB | TPP | PPP |
| ----- | ----------- | -- | -- | ---- | ---- | ---- | ---- | --- | --- | --- | --- | --- |
| 2022  | New Orleans | 6  | 0  | 10.0 | .333 | .357 | .875 | 1.5 | .7  | .2  | .2  | 4.0 |
| Total | Total       | 6  | 0  | 10.0 | .333 | .357 | .875 | 1.5 | .7  | .2  | .2  | 4.0 |

## Vida personal
En julio de 2022 es detenido por la policía de Carolina del Norte por conducir en estado en embriaguez. Por este motivo la NBA lo sanciona con dos encuentros que cumplió al comienzo de la 2023-2024.